# Neocrowsonia viatoricus
Neocrowsonia viatoricus là một loài bọ cánh cứng thuộc họ Throscidae. Loài này được Kistner & Abdel-Galil miêu tả khoa học năm 1986.